# Evaristo Murillo
Evaristo Murillo Chaverri (Santa Bárbara, 14 de febrero de 1922-Orizaba, 14 de noviembre de 2005) fue un futbolista y entrenador costarricense. Es hermano del futbolista Mario Murillo.

## Trayectoria
Inició en el 1941-1942 con el Club Sport La Libertad, al siguiente año estuvo con el C. S. Herediano entre 1942-1943, después se mantuvo en el país de México con el U. D. Moctezuma de Orizaba, la cual obtuvo los títulos de la Copa México y Campeón de Campeones entre los 1943-1947, en el 1948-1950 se unió al Tiburones Rojos de Veracruz, y finalizó su carrera con el C. A. Zacatepec entre 1951-194.

## Clubes
| Club                        | País       | Año       |
| --------------------------- | ---------- | --------- |
| C. S. La Libertad           | Costa Rica | 1941-1942 |
| C. S. Herediano             | Costa Rica | 1942-1943 |
| U. D. Moctezuma de Orizaba  | México     | 1943-1947 |
| Tiburones Rojos de Veracruz | México     | 1948-1950 |
| C. A. Zacatepec             | México     | 1951-1954 |

## Palmarés

### Títulos nacionales
| Título               | Club                 | País   | Año  |
| -------------------- | -------------------- | ------ | ---- |
| Copa México          | Moctezuma de Orizaba | México | 1947 |
| Campeón de Campeones | Moctezuma de Orizaba | México | 1947 |